# Давид Арианит
Давид Арианит (на средногръцки: Δαυίδ Ἀρ[ε]ιανίτης) е византийски патриций и стратег от времето на император Василий II Българоубиец. Давид Арианит взема активно участие в последните походи на император Василий II, сложили край на Първото българско царство.
Около 1000/1002 година Давид Арианит е назначен за дука (управител) на Солун на мястото на магистър Никифор Уран, който бил назначен за архонт на Антиохия. По-късно на мястото на Давид Арианит императорът назначава Теофилакт Вотаниат. През 1015 година начело на един военен отряд Давид Арианит опустошава околностите на Струмица и завладява крепостите (фруриони) Мациковон и Термица. През 1017 година той командва един от отрядите, опустошили Пелагонийското поле. След като влиза в Скопие през 1018 г., император Василий II назначава Давид Арианит за „стратег автократор“ (пълновластен стратег) на града и катепан на България.

## Цитирана литература
- Гръцки извори за българската история. София: БАН
- Златарски, Васил (1971). История на Първото българско Царство, Том I. История на Първото българско царство. Част II. От славянизацията на държавата до падането на Първото царство (852—1018) (II изд. под ред. на Петър Хр. Петров). София: Наука и изкуство, http://www.promacedonia.org/vz1b/vz1b_6_4.html
- Микулчиќ, Иван (1996). Средновековни градови и тврдини во Македонија. Скопје: Македонска академија на науките и уметностите, pp. 314, http://www.promacedonia.org/im3/im_strumica.htm
- Павлов, Пламен (2018). Залезът на Първото българско царство (1015–1018 г.). – Електронна библиотека по архивистика и документалистика, архив на оригинала от 25 май 2009, http://www.vmro-rousse.hit.bg/Pl_Pavlov.html, посетен на 25 декември 2009